# Parque Nacional da Quissama
O Parque Nacional da Quiçama, Quissama, Kissama ou Kisama, nomes pelos quais também é conhecido, é um parque nacional angolano, localizado no município da Quissama, actualmente na província de Luanda. Ocupa uma área de 9.600 km².

## Geografia
A 75 km a sul de Luanda, o Parque Nacional da Quiçama tem uma área total de 9600 km². Os seus limites são, a norte o rio Cuanza, desde a sua foz até à Muxima; a sul o rio Longa, entre a foz e a estrada de Mumbondo a Capolo; a oeste a linha da costa entre a foz dos rios Cuanza e Longa; e a leste a estrada que vai da Muxima, Demba Chio, Mumbondo e Capolo até ao rio Longa.
O parque conta com um estabelecimento para visitantes, uma pousada e vários bungalous.

## História
A Quiçama permaneceu livre do assentamento colonial até ocorrerem pequenas invasões de criadores de gado ao longo da costa e plantadores de cana-de-açúcar ao longo do Cuanza, no início do século XX. A razão da falta de interesse colonial na Quiçama era simples - a falta de fontes fiáveis e permanentes de água potável sobre a maioria da paisagem, que em 1938 tornou-se uma Reserva de Caça e em 1957 um Parque Nacional.
As fazendas de gado ilegais da Pecuária da Barra do Cuanza (PBC) bombearam a água do Cuanza para sul, até às suas estações de gado ao longo da costa, em Sangano e Cabo Ledo, e para norte do Longa até às estações em direcção ao Cabo São Braz. Eles também construíram represas de terra (chimpacas) em Sangano e em alguns outros córregos intermitentes. No interior, aldeias muito pequenas em Cassebo, Quindembele, Mucolo, Galinda, entre outras, dependiam da água de pequenas charcas, de córregos intermitentes em Pitchi, Gunza Demba e outros locais remotos. 
Quanto ao resto, Quiçama foi e continua a ser essencialmente um deserto delimitado por dois rios abundantes - o Cuanza e o Longa.

## Vegetação
A vegetação varia muito das margens do Rio Cuanza para o interior do Parque, com manguezais, mata densa, savana, árvores dispersas, cactos, imbondeiros e grandes zonas de arvoredo.
A variedade de vegetação resulta numa fauna abundante e variada. Existem manatins-africanos (Trichechus senegalensis), palancas vermelhas (Hippotragus equinus), talapoins (Miopithecus talapoin) e tartarugas marinhas. Existe também uma grande variedade de aves.

## Fauna
Diversidade nas espécies que podemos encontrar neste parque natural, desde elefantes, girafas, bâmbis, leque, tartarugas, cobras, gnus, crocodilos, cabras-de-leque, hipopótamos, zebras, manatins, aves diversas, esquilos, macacos, entre outros.

## Estatuto Legal
A Lei de Bases do Ambiente (Lei n.º 5/98 de 5 de Junho) refere que Áreas de Protecção Ambiental “são espaços bem definidos e representativos de biomas ou ecossistemas que tem interesse em preservar, onde não são permitidas actividades de exploração dos recursos naturais, excepto a utilização para turismo ecológico, educação ambiental e investigação científica. As áreas de protecção ambiental podem ter várias classificações de acordo com o seu âmbito e objectivo”. A designação Parque Nacional reverte para uma área reservada para conservação, protecção e propagação da fauna e flora endógenas, para benefício e lazer público. O Parque Nacional da Quiçama (PNQ) foi protegido inicialmente como uma reserva de caça pelo Decreto Governamental nº. 2620 de 16 de Abril de 1938 (Boletim Oficial – I Série nº. 16) e de seguida foi elevado a Parque Nacional pelo Diploma Legislativo n.º 2873 de 11 de Dezembro de 1957 (Boletim Oficial – I Série nº. 50).